# Charles-Philippe Place
Charles-Philippe Place, francoski rimskokatoliški duhovnik, škof in kardinal, * 14. februar 1814, Pariz, † 5. marec 1893, Rennes.

## Življenjepis
30. marca 1850 je prejel duhovniško posvečenje. 
6. januarja 1866 je bil imenovan za škofa Marseilla, 22. junija je bil potrjen in 26. avgusta istega leta je prejel škofovsko posvečenje.
13. junija 1878 je bil imenovan za nadškofa Rennesa; potrjen je bil 15. julija istega leta.
7. junija 1886 je bil povzdignjen v kardinala in imenovan za kardinal-duhovnika S. Maria Nuova.